# István Szőnyi

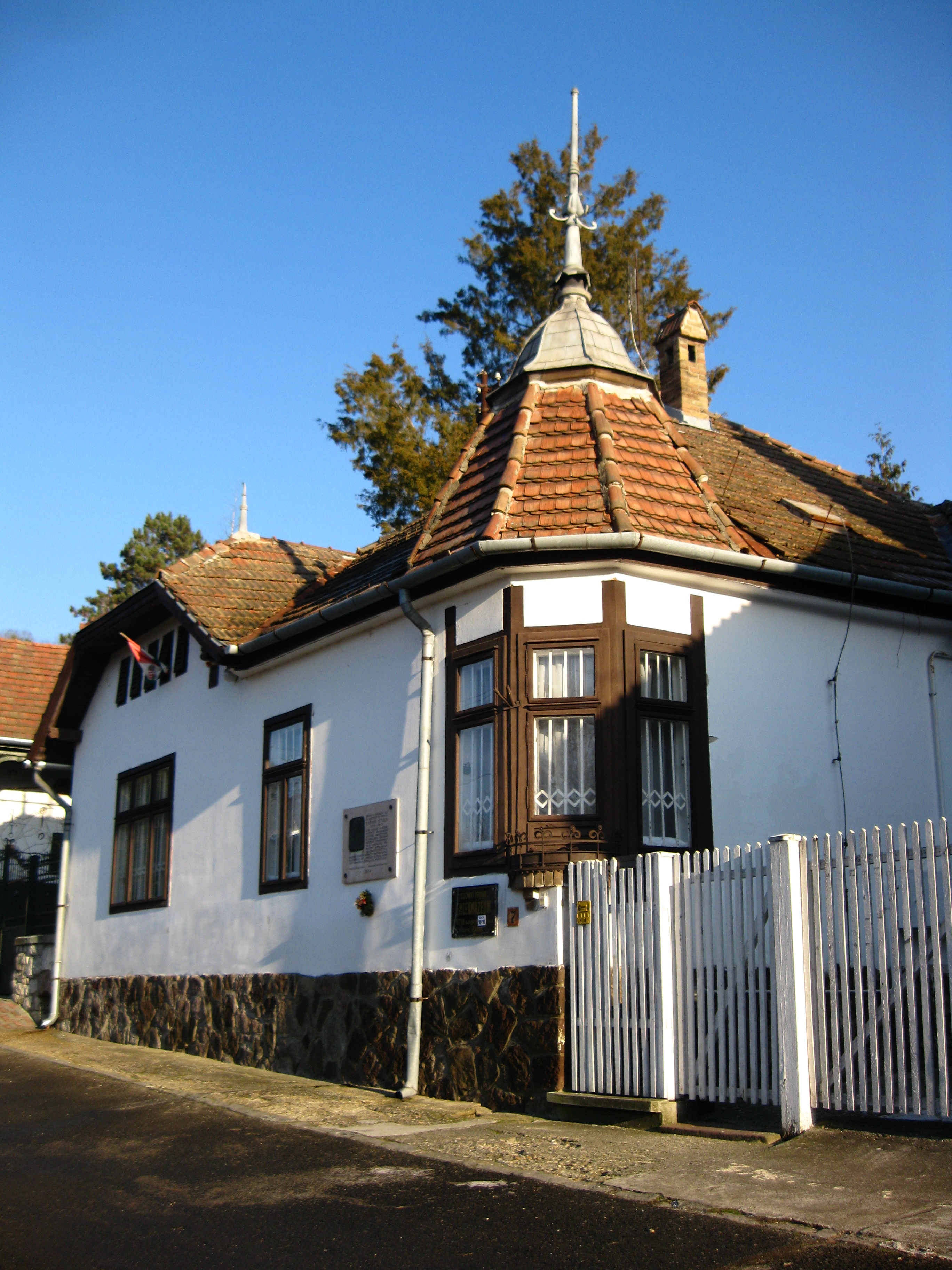
La casa memoriale a Zebegény

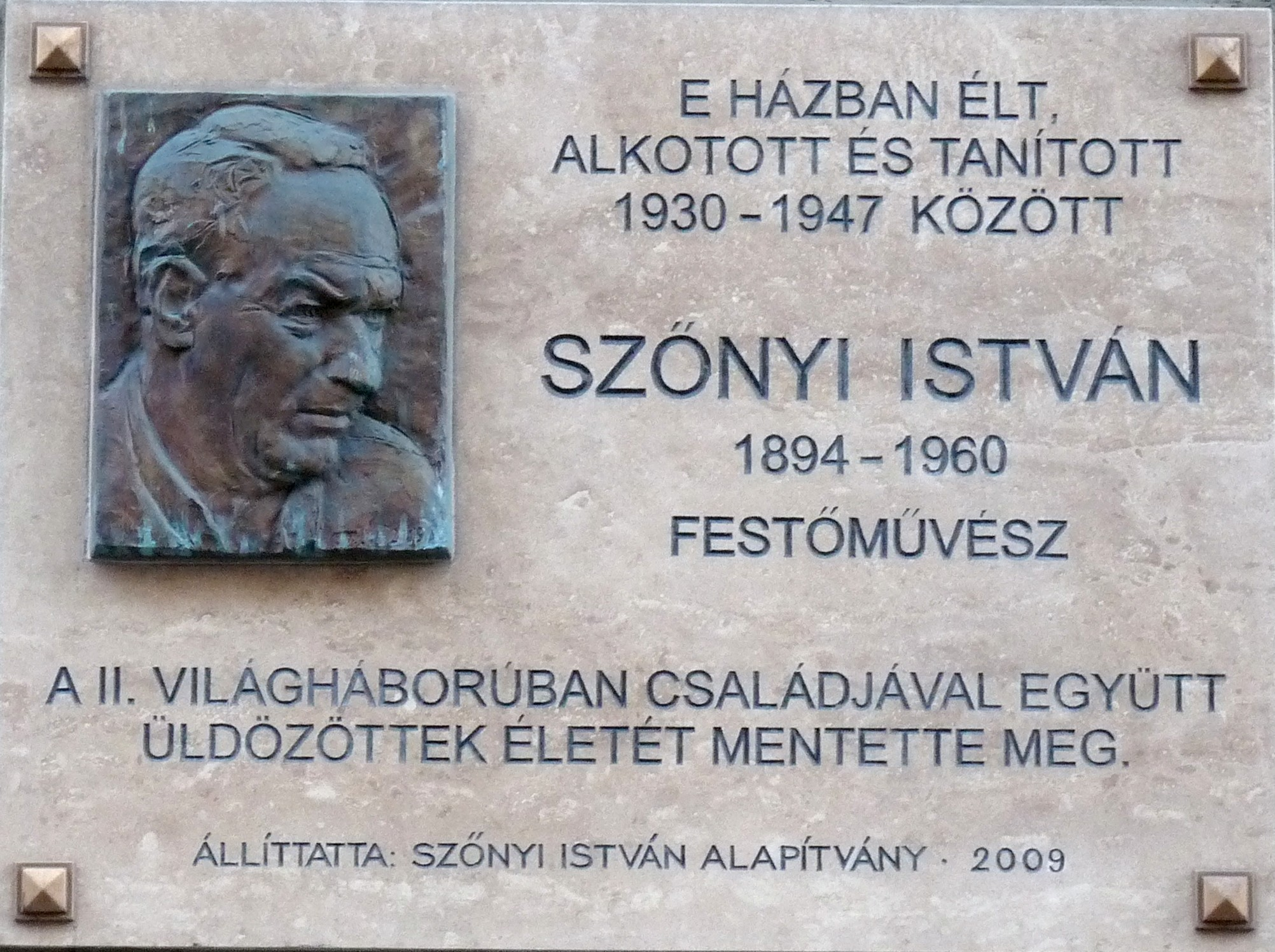
Placca memoriale sul muro della sua casa di via Baross, Budapest

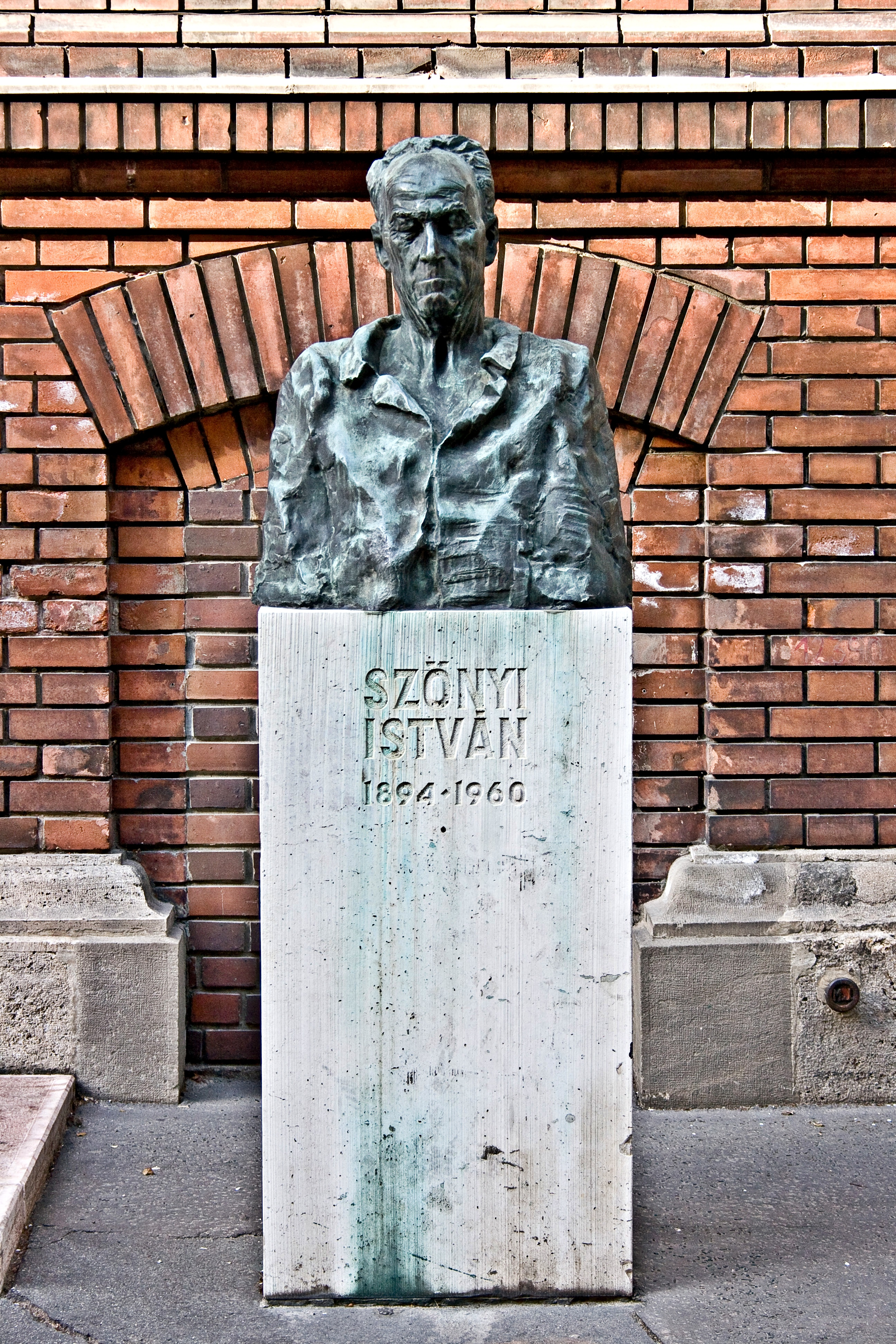
Busta in via Markó, Budapest

Szőnyi István (Újpest, 17 gennaio 1894 – Zebegény, 30 agosto 1960) è stato un pittore ungherese.

## Carriera artistica
Nacque a Újpest, il 17 gennaio 1894, da genitori cattolici di origine tedesca. Nel 1898 il cognome tedesco venne "magiarizzato" in Szőnyi. Il padre era un ufficiale ferroviario, la madre casalinga. Aveva sei, tra fratelli e sorelle, ma i due fratelli a causa di una malattia, morirono ancora bambini.
Ha studiato pittura sia a Nagybánya che a Budapest. Suoi maestri furono i noti pittori ungheresi, Károly Ferenczy e István Réti. Si arruola nell'esercito nel 1914, allo scoppiare della prima guerra mondiale, dove ha servito come sottotenente. Si sposò in giovane età, ma sua moglie muore nel 1916, dopo il parto di una bambina, figlia successivamente cresciuta da sua sorella Anna. Visto che simpatizzava con la Repubblica sovietica ungherese, dopo la sua caduta, venne espulso dall'Università ungherese delle belle arti. Nel 1920 organizza la prima mostra collettiva presso il Museo Ernst di Budapest. Le sue prime pitture, espresse in uno stile scultoreo, produssero una grande influenza sui giovani pittori contemporanei come, Vilmos Aba Novák, Károly Patkó ed Erzsébet Korb. Fin dall'inizio della sua carriera fu un grande talento nella tecnica dell'incisione, della quale una delle opere più famose è Villaggio innevato del 1927. Di Szőnyi, la Galleria Tamàs conserva ed espone soprattutto incisioni, ma anche diversi dipinti.
Nel 1923 si trasferì a Zebegény, un villaggio situato nell'Ansa del Danubio, dove diede avvio ad una nuova rivoluzione della sua pittura. I dipinti diventano più lirici, armonici, ed idilliaci. Qui, i temi principali erano il paesaggio e gli eventi quotidiani della vita contadina. Nel 1924, si risposò, matrimonio dal quale nacquero una figlia, Zsuzsa e un figlio, Péter. Gli anni 30' è il periodo della pittura a tempera: produce grandi opere, quadri dai colori delicati tra i quali, nel 1935, un bel paesaggio, il Grigio del Danubio. Nel 1941, in riconoscimento del suo lavoro riceve il premio Corona Corvin. 
Durante la seconda guerra mondiale aderisce alla resistenza, salvando molti ebrei ed altri perseguitati, fornendogli documenti falsi ed alloggi temporanei, per questo, tutta la sua famiglia ricevette, nel 1986 , la medaglia postuma di Giusti tra le nazioni dallo Stato d'Israele.
Suo figlio, Péter, muore nel 1945 a causa di una malattia, mentre il loro appartamento monolocale venne distrutto durante l'assedio sovietico di Budapest. Dopo la guerra, venne non solo nominato Presidente del Consiglio ungherese delle belle arti, ma fu anche tra le più eminenti personalità artistiche, che nel 1945, vennero invitate alla prima Assemblea nazionale del parlamento ungherese. Dopo la scadenza del mandato, avvenuto nel 1947, dopo la presa del potere da parte dei comunisti, non venne più eletto a causa dell'abolizione della legge che permetteva di nominare deputato, personalità di rilievo artistico, per cui, la sua breve carriera politica, terminò. Nel 1949 gli venne conferito il Premio Kossuth. I suoi paesaggi post-impressionisti del Danubio hanno valorizzato ed impreziosito il paesaggio magiaro. Fu anche professore dei pittori, tra i quali Mátyás Triznyák, Ferenc Doór, Marianne Gábor ed Endre Szász.

## Memoria
Dopo la sua morte, a Zebegény la sua casa venne aperta al pubblico. Nel 1977 in suo onore, lo scultore Imre Varga realizza un busto, collocandolo in Via Markò, a Budapest.

## Riconoscimenti
- Corona Corvin (1941)
- Ordine bronzo al Merito della Libertà dell'Ungheria (1947)
- Premio Kossuth (1949)
- Artista emerito (1952)
- Ordine al Merito del Lavoro (1954)
- Outstanding Artist Award (1956)
- Giusti tra le nazioni (con i suoi figli e la seconda moglie postumo, 1986)

## Opere
- István Szőnyi: 312 lavori con le immagini d'epoca

## Grandi opere di Zebegény
- Doppio ritratto (1917)
- Dopo il bagno (1921)
- Betsabea (1923)
- Colline di Zebegény (1923)
- Pomeriggio di sole sul Danubio (circa 1923)
- Danaida (1924)
- Zebegény (circa 1926)
- L'ansa di Zebegény (1927)
- Valle di Zebegény (1927)
- Autunno di Zebegény (1927-1928)
- Villaggio innevato (paesaggio invernale, Zebegény d'inverno) (1927-1928)
- Zebegény di sera (1928)
- Sepoltura a Zebegény (1928)
- Attraversando il Danubio (1928)
- Grigio del Danubio (1935)
- Dettagli di Zebegény (1935-36)
- Nel tardo pomeriggio in strade di Zebegény (1938)
- Ombrelli (1939)
- Panchina da giardino (1943)
- Zebegény - giardino del pittore

## Adesioni
- Szinyei Merse Pál Society
- Nuova Società degli Artisti, cerchio Gresham

## Noti
1. ↑  Nell'onomastica di questa lingua il cognome precede il nome. "Szőnyi" è il cognome.
2. ↑  Opera nella quale hanno contribuito sia i suoi tre figli che la seconda moglie.